# Кузьменко Володимир Леонідович
Кузьменко Володимир Леонідович (15 травня 1931, Донецьк, СРСР — 29 травня 2002, Львів, Україна) — радянський і український вчений-нейробіонік і письменник-фантаст .

## Біографія

### Сім'я
Народився у сім'ї медиків (батько був фронтовим хірургом). Після школи вступив до Донецького медичного інституту, але так як його батьки переїхали у Львів — перевівся у Львівський державний медичний інститут, котрий закінчив з червоним дипломом. 

### Науково-дослідницька і викладацька діяльність
Тривалий час займався виключно науково-дослідницькою і викладацькою діяльністю у Львівському медінституті, яким колись керував  його батько. Кандидат медичних наук, доцент кафедри патофізіології та завідувач лабораторії нейробіоніки. В. Кузьменко є автором більше ста наукових робіт, сорок з яких визнані винаходами.

### Початок творчої діяльності
До фантастики Володимир Кузьменко звернувся наприкінці вісімдесятих років. Поштовхом став незвичайний епізод з його життя— повернувшись із наукового симпозіуму, який проходив у Києві, Кузьменко відчув себе зле, ліг і проспав понад дві доби. Побачене і пережите ним у сні стало сюжетною основою роману «Дерево життя».  «Дерево життя» — перша мистецька публікація автора; роман складається з трьох книг, кожна з яких є відносно самостійною в  рамках єдиного логічного цілого. У своєму останньому інтерв'ю українському журналу «Мир приключений» (Світ пригод) Кузьменко заявив: «Щодо мого першого роману «Дерево життя», то тут ось як було. Накопилась велика кількість інформації... Там закладена основна ідея – ідея самоорганізації, яка є справедливою для будь-якої самоорганізованої системи… Так вийшло, ідеї, закладені у моїх наукових пошуках, ніби висипались на папір». 
Після цього за три-чотири роки створив сім книг. Спільно з Олегом Романчуком написав науково-популярну книгу «На порозі надцивілізації» , випущену у Львові в  1991 році невеликим тиражем українською мовою. Лишилися неопублікованими романи «Катастрофа», «Земля під владою химер» і «Кільце Одіна». Лишився незавершеним роман із робочою назвою «Хочу бути людиною». 

### Смерть
Жив у Львові (на вул. Варшавська), останні роки хворів.
Похований у Львові,  на 49 полі Личаківского цвинтаря.

## Творчість

### Окремі видання
- «Дерево життя» (1991), Фантастичний роман у трьох книгах
- «Перегони з дияволом» (1992), Науково--фантастичний роман у 2 книгах
- «Дерево життя»(1993), Фантастичний роман. У трех книгах. — Наклад другий, виправлене і доповнене.

### Творчість автора
- «Самогубство на порозі безсмертя? Інтерв'ю з В. Кузьменком».[1]